# Szilágyiové
Szilágyiové z Horogszegu (maďarsky horogszegi Szilágyi / Siláďi) byli významný uherský šlechtický rod v Uherském království a Sedmihradsku.

## Historie
Rod Szilágyiů pochází z oblasti župy Szilágy megye (dnes Sălaj, část Rumunska).
Většina odborníků se shoduje na tom, že rod vymřel již ve středověku. Historik Zoltán W. Vityi tvrdí, že členové šlechtického rodu Szilágyiů z Horogszegu, kteří žili v Nyírgelse a Nyírmihálydi (v Sabolčské župě v Maďarsku) ve 30. letech 20. století, byli potomky středověkého šlechtického rodu.

## Místa spojená s rodem
- Župa Szilágy (Szilágy vármegye)
  - Szilágycseh, dnes Cehu Silvaniei
  - Szilágysomlyó, dnes Șimleu Silvaniei, místo nálezu pokladu ze Szilágysomlyó
- Szilágykorond, část dnešní rumunské obce Bogdand

## Významní členové rodu

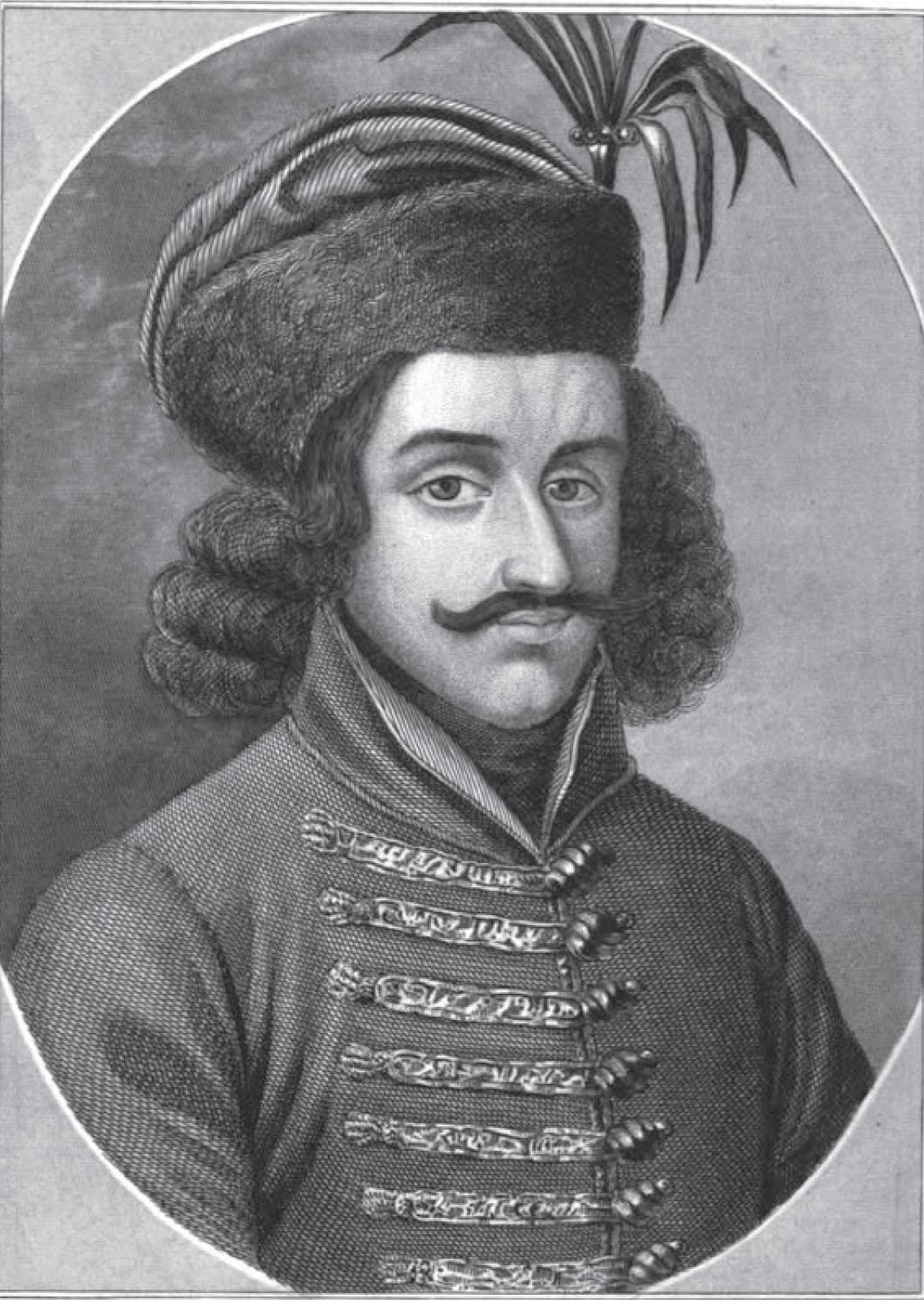
Michael Szilágyi, regent uherský, vojvoda sedmihradský

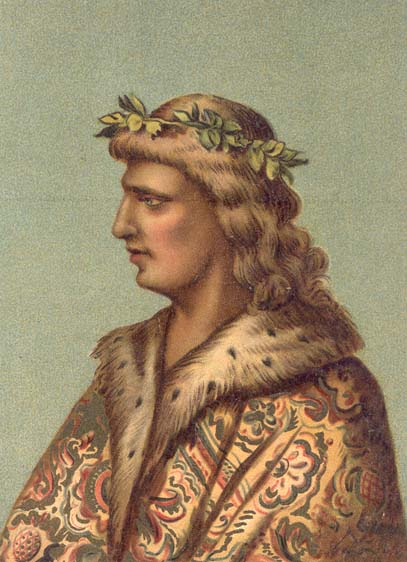
Matthias Corvinus, král uherský a Chorvatský, král český, vévoda rakouský, syn Alžběty Szilágyiové

- Ladislav Szilágyi z Horogszegu, kapitán pevnosti Bradics
- Michael Szilágyi (1400–1460), regent Uherského království, vojvoda sedmihradský, mačvanský bán
- Justýna Szilágyiová, druhá manželka Vlada III. Tepese Draculy
- Helena Szilágyiová (Ilona)
- Alžběta Szilágyiová, královna matka uherská, manželka Jana Hunyadiho, matka krále Matyáše Korvína a jeho bratra Ladislava
- Uršula Szilágyiová (Orsolya), manželka Jana Rozgonyiho, sedmihradského vojvody, královský sudí Uherského království
- Žofie Szilágyiová (Zsófia), manželka Jana Geréba de Vingárt,[3] sedmihradského místovojvody
- Markéta Alžběta Szilágyiová (Margit Erzsébet), manželka Matouše (Máté / Mátyus) Marótiho, bána de Macsó, ispána Bácské, Baranyské, Bodrožské, Syrmijské, Tolenské a Valkóské župy [4]
- Desider Szilágyi, uherský ministr spravedlnosti v 19. století
- Sándor Szilágyi, historik
- Francisko Szilágyi, maďarský a později švédský advokát a esperantista

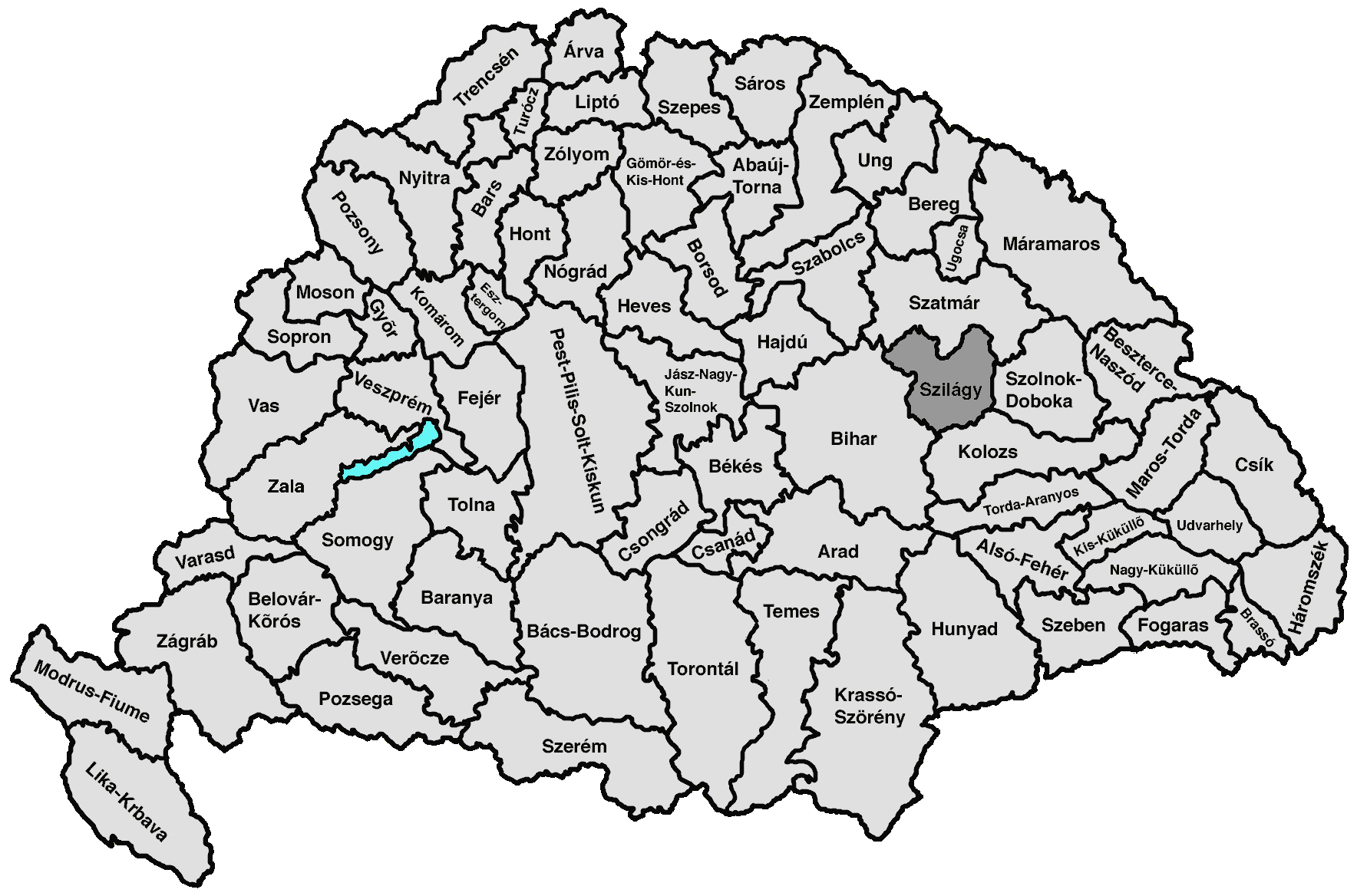
Mapa Uherského království z 19. století znázorňující polohu Salajské župy (Szilágy)

Současná poloha Sălajské župy na mapě Rumunska

- Áron Szilágyi, maďarský šermíř

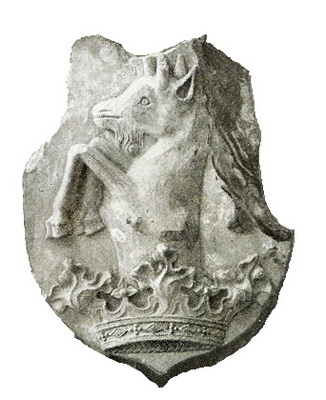
Erb Szilágyiů
Erb Szilágyiů
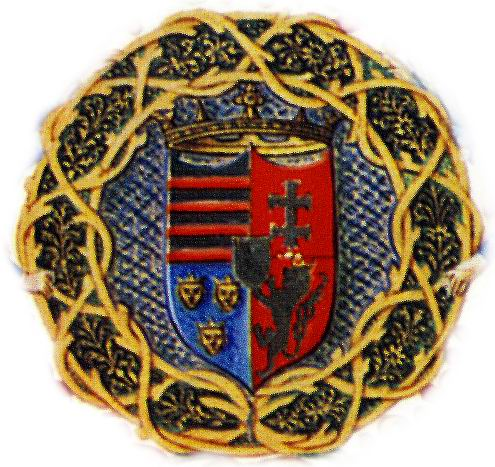
Osobní erb Michaela Szilágyiho jako uherského regenta